# Akademicki Związek Sportowy Białystok 2010-2011
Questa voce raccoglie le informazioni riguardanti l'Akademicki Związek Sportowy Białystok nelle competizioni ufficiali della stagione 2010-2011.

## Organigramma societario
Area direttiva
- Presidente: Boguslaw Poniatowski

Area tecnica
- Allenatore: Wiesław Czaja
- Allenatore in seconda: Szymon Zejer
- Assistente allenatore: Piotr Bitdorf
- Scout man: Krzysztof Żabiński

## Rosa
| N° | Nome                 | Ruolo | Data di nascita   | Nazionalità sportiva |
| -- | -------------------- | ----- | ----------------- | -------------------- |
| 2  | Małgorzata Właszczuk | S     | 22 novembre 1993  | Polonia              |
| 3  | Małgorzata Cieśla    | S/O   | 15 giugno 1986    | Polonia              |
| 5  | Joanna Szeszko       | S     | 14 giugno 1974    | Polonia              |
| 6  | Katarzyna Możdżeń    | S     | 21 novembre 1989  | Polonia              |
| 7  | Magdalena Godos      | P     | 12 settembre 1983 | Polonia              |
| 8  | Magdalena Saad       | L     | 14 maggio 1985    | Polonia              |
| 9  | Channon Thompson     | S     | 29 maggio 1994    | Trinidad e Tobago    |
| 10 | Ewa Cabajewska       | P     | 8 novembre 1978   | Polonia              |
| 11 | Dominika Kuczyńska   | C     | 16 ottobre 1981   | Polonia              |
| 12 | Aleksandra Kruk      | S     | 29 ottobre 1984   | Polonia              |
| 13 | Sinead Jack          | C     | 8 novembre 1993   | Trinidad e Tobago    |
| 14 | Anca Martin          | S     | 19 novembre 1982  | Romania              |
| 15 | Anna Klimakova       | S/O   | 22 luglio 1986    | Russia               |
| 17 | Daiana Mureșan       | S/O   | 6 luglio 1990     | Romania              |
| 18 | Edyta Rzenno         | C     | 26 giugno 1983    | Polonia              |